# Sigrid Rosenberger
Sigrid Rosenberger (* 22. Februar 1940 in Reichenau, heutiges Rychnov in Tschechien) ist eine ehemalige deutsche Leichtathletin.

## Leben
Die Vertriebenenfamilie ließ sich zunächst in Saalfeld nieder, floh aber 1958 aus der DDR in den Westen. In Landau in der Pfalz beendete Sigrid ihre Ausbildung als Chemotechnikerin. 1969 heiratete sie Walter Rosenberger, der sich wie sie in der Leichtathletik engagierte. 1972 wurde das gemeinsame Kind Peter Rosenberger geboren, später Oberbürgermeister von Horb am Neckar. 1978 beendete sie ihre berufliche Karriere, engagiert sich aber weiterhin sportlich und ehrenamtlich.

## Sportkarriere
Rosenberger startete für die Post-SG Mannheim. Sie wurde Süddeutsche Meisterin über 200 und 400 Meter. 1969 konnte sie in Hannover mit der 3-mal-800-Meter-Staffel der Post-SG Mannheim (Sigrid Rosenberger, Rosemarie Fuhrmann, Anita Rottmüller) in 6:41,4 min die Deutsche Meisterschaft gewinnen. Im selben Jahr gewannen die drei Mannheimerinnen in Plattling den nationalen Titel in der Mannschaftswertung im Waldlauf.